# عيون الظلام (رواية)
عيون الظلام (بالإنجليزية: The Eyes of Darkness)‏ رواية إثارة حققت إيرادات كبيرة، للكاتب الأمريكي دين كونتز، نشرت عام 1981. تدور أحداث الرواية حول أم كرست وقتها لتبحث في أسباب وحقيقة موت ابنها منذ سنة، أم أنه ما زال حيًا.

## فيروس كورونا 2019
بعد اكتشاف فيروس كورونا المستجد عام 2019 في مدينة ووهان الصينية، ربط جمهور من الناس حول العالم ظهوره بفصل الرواية الخاص بالسلاح الحيوي «ووهان-400»، وهو فيروس بيولوجي تم إنشاؤه في مختبر، سيتحول إلى وباء ينتشر في جميع أنحاء العالم. ملهمًا بذلك نظريات المؤامرة ككتاب نبوي.
تجدر الإشارة، أن تسمية اسم الأسلحة البيولوجية في الطبعة الأولى من الرواية كان "Gorki-400". قبل أن يجري تغييره لاحقًا لتعاد تسميته بعد سقوط الاتحاد السوفيتي في عام 1991.